# Hélio Gracie
Hélio Gracie (1913–2009) là một đại sư môn Nhu thuật Brasil, là thành viên của gia tộc Gracie người đồng sáng lập nên môn Nhu thuật Gracie. Ông đã có công phát triển, bổ sung thêm nhiều đòn thế từ môn Nhu thuật của Nhật Bản do Maeda Mitsuyo truyền bá.

## Cuộc đời

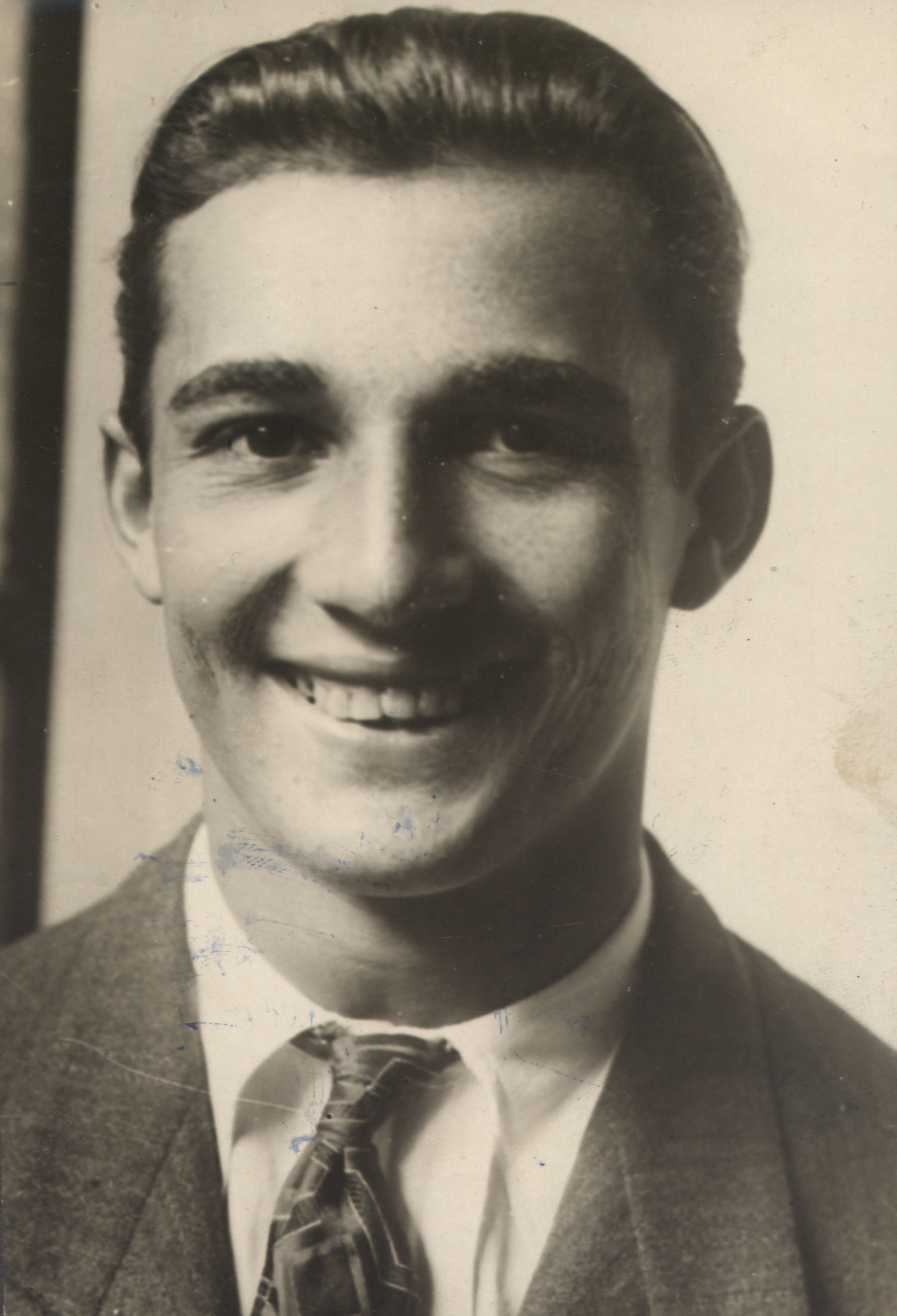
Hélio Gracie vào năm 1932

Helio Gracie sinh năm 1913 tại Belém do Pará – một tiểu bang trong vùng Amazon, biên giới Brasil. Ông là con út trong gia đình có năm người con trai. Lúc nhỏ, Helio Gracie là cậu bé nhỏ con ốm yếu.
Vào thời gian này Maeda Mitsuo đã đến Brazil định cư. Maeda đã dạy Nhu thuật Nhật Bản cho người con trai cả của dòng họ Gracie. Ba người anh của Helio Gracie từ đó cũng bắt đầu theo tập môn Jiu-Jitsu. Helio thường đến võ đường để xem các anh tập luyện và đã học được một số đòn thế. Đến năm 16 tuổi, Helio Gracie được cho đứng lớp dạy thay các võ sinh và nhân cơ hội này đã trình diễn một số kỹ thuật.
Helio cũng sớm khẳng định tài năng của mình trong nhiều cuộc so tài cùng một số võ sĩ nổi tiếng người nước ngoài nặng hơn ông về khối lượng. Tuy nhiên, Helio Gracie thi đấu không nhiều, khi bước dần vào tuổi trung niên, ông đã chuyển sang việc đào tạo, huấn luyện môn sinh.
Trong quá trình dạy võ, Helio Gracie đã tiếp tục sáng tạo thêm nhiều đòn thế võ thuật và đưa ngay vào chương trình huấn luyện của mình. Từ năm 1987 đến nay, cùng với việc định cư tại Hoa Kỳ các con trai của Helio Gracie là Royon Gracie, Rikson Gracie, Royce Gracie,... tiếp tục phát triển môn võ này. Với những đóng góp như thế, tạp chí Black Belt của Mỹ đã bình chọn Helio Gracie là người đàn ông nổi tiếng nhất trong năm 1997.